# لا لیگا ۱۳–۲۰۱۲
فصل ۱۳–۲۰۱۲ لا لیگا (به دلایل حمایت مالی به‌عنوان لیگ BBVA (بانکو بیلبائو) شناخته می شود) هشتاد و دومین دوره از زمان تأسیس آن بود. این کمپین در ۱۸ اوت ۲۰۱۲ آغاز شد و در ۱ ژوئن ۲۰۱۳ به پایان رسید. بارسلونا برای بیست و دومین بار قهرمان لیگ شد، پس از اینکه در کل فصل لیگ برتر بود و ۱۰۰ امتیاز به‌دست آورد و با رکورد امتیازی رئال مادرید در فصل قبل برابری کرد. مانند سال‌های گذشته، نایکی توپ رسمی را برای همه مسابقات ارائه کرد، با یک مدل جدید Nike Maxim Liga BBVA که در طول فصل برای همه مسابقات استفاده می‌شد.